# Lista membrilor Divanului Ad-hoc al Moldovei

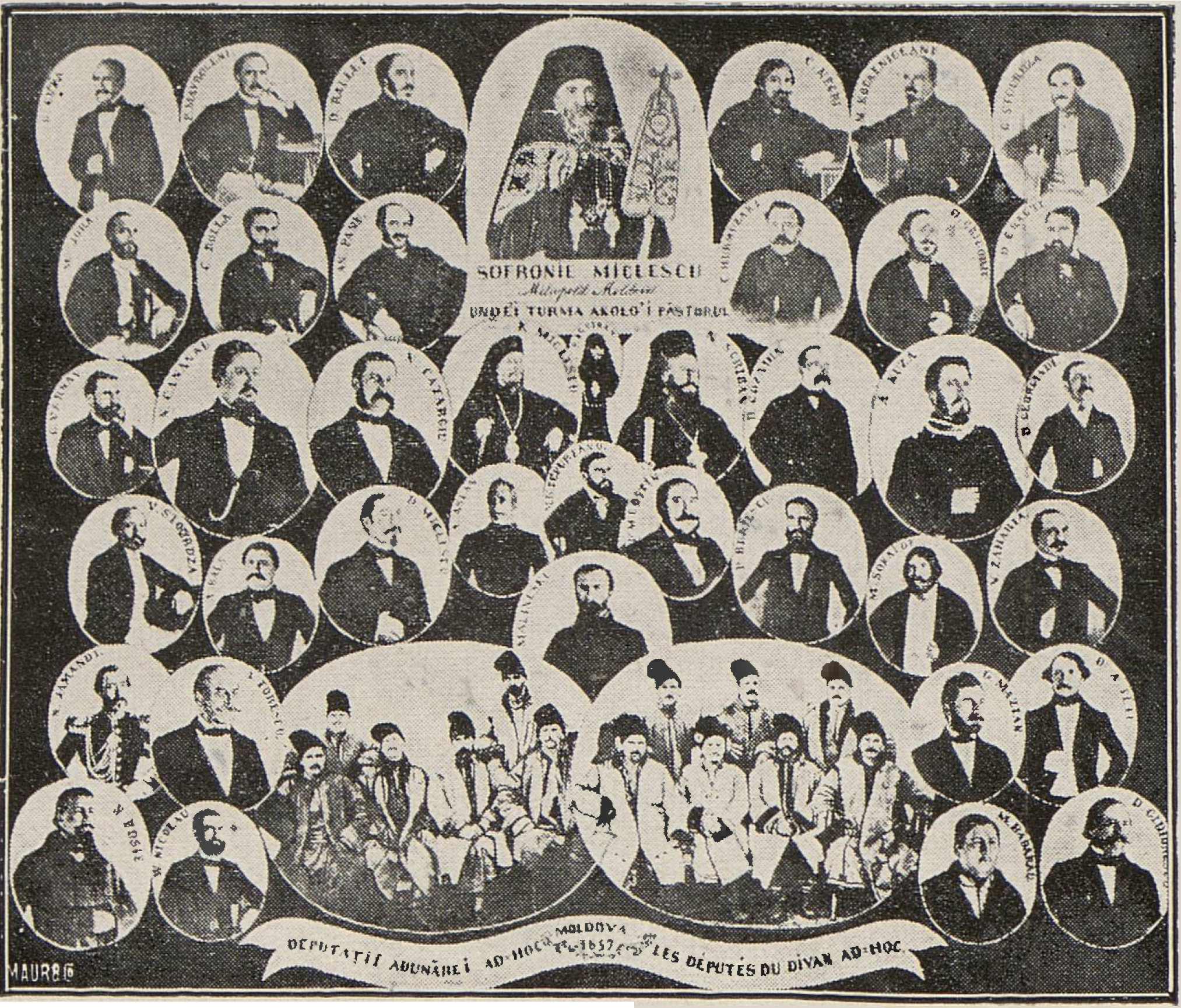
Divanul ad-hoc al Moldovei

Divanul ad-hoc al Moldovei a fost format dintr-un număr de 87 de deputați, aleși în cinci colegii: cler, mari proprietari, mici proprietari, reprezentanți ai orașelor (cu titlul de deputat orășenesc) și reprezentanți ai satelor (cu titlul de deputat sătean). Compunerea nominală a divanului a fost următoarea::p. 9
| Nr. crt. | Nume și prenume                                     | Reprezentare                     | ..... | Nr. crt. | Nume și prenume                    | Reprezentare                 |
| -------- | --------------------------------------------------- | -------------------------------- | ----- | -------- | ---------------------------------- | ---------------------------- |
| 1.       | Sofronie Miclescu                                   | Mitropolitul Moldovei            |       | 6.       | Arhimandrit Neofit Scriban         | Deputatul clerului din Iași  |
| 2.       | Nectarie Hermeziu (Nectarie Sotiriopoleos Hermeziu) | Locotenentul de episcop de Roman |       | 7.       | Arhimandrit Melchisedec Ștefănescu | Deputatul clerului din Huși  |
| 3.       | Ghenadie Șendrea (Ghenadie Tripoleos)               | Locotenentul de episcop de Huși  |       | 8.       | Iconom Mateaș                      | Deputatul clerului din Roman |
| 4.       | Filaret Scriban (Filaret Stavropoleos Scriban)      | Egumenul Mănăstirii Socola       |       | 9.       | Gherasim Miron                     | Starețul Mănăstirii Neamț    |
| 5.       | Calinic Miclescu (Calinic Hariopoleos)              | Egumenul Mănăstirii Slatina      |       | 10.      | Marchian Folescu                   | Egumenul Mănăstirii Vorona   |

| Nr. crt. | Nume și prenume            | Reprezentare    | ..... | Nr. crt. | Nume și prenume            | Reprezentare      |
| -------- | -------------------------- | --------------- | ----- | -------- | -------------------------- | ----------------- |
| 11.      | Vornicul Costache Rola     | Mare proprietar |       | 15.      | Vornicul Anastasie Panu    | Deputat orășenesc |
| 12.      | Vornicul Dimitrie Miclescu | Mare proprietar |       | 16.      | Doctor aga Anastasie Fătul | Deputat orășenesc |
| 13.      | Clucerul Costache Bădărău  | Mic proprietar  |       | 17.      | Spătarul Dimitrie Kozadin  | Deputat orășenesc |
| 14.      | Dănilă Bălan               | Deputat sătean  |       | 18.      | Maior Vasile Mălinescu     | Deputat orășenesc |

| Nr. crt. | Nume și prenume              | Reprezentare    | ..... | Nr. crt. | Nume și prenume                  | Reprezentare      |
| -------- | ---------------------------- | --------------- | ----- | -------- | -------------------------------- | ----------------- |
| 19.      | Vornicul Mihail Kogălniceanu | Mare proprietar |       | 22.      | Dumitru Savin                    | Deputat sătean    |
| 20.      | Aga Iancu Docan              | Mare proprietar |       | 23.      | Doctor postelnic Costache Vârnav | Deputat orășenesc |
| 21.      | Pitarul Georgi Masian        | Mic proprietar  |       |          |                                  |                   |

| Nr. crt. | Nume și prenume           | Reprezentare    | ..... | Nr. crt. | Nume și prenume            | Reprezentare      |
| -------- | ------------------------- | --------------- | ----- | -------- | -------------------------- | ----------------- |
| 24.      | Vornicul Dimitrie Ralleti | Mare proprietar |       | 27.      | Simion Stanciu (a Stancei) | Deputat sătean    |
| 25.      | Spătarul Neculai Cănănău  | Mare proprietar |       | 28.      | Vornicul Sevastian Cănănău | Deputat orășenesc |
| 26.      | Clucerul Ștefan Călin     | Mic proprietar  |       | 29.      | Doctor aga Alecu Jiean     | Deputat orășenesc |

| Nr. crt. | Nume și prenume                | Reprezentare    | ..... | Nr. crt. | Nume și prenume             | Reprezentare      |
| -------- | ------------------------------ | --------------- | ----- | -------- | --------------------------- | ----------------- |
| 30.      | Vornicul Iorgu Vârnav          | Mare proprietar |       | 33.      | Teodor sân Pavel            | Deputat sătean    |
| 31.      | Vornicul Alecu Botez (Forăscu) | Mare proprietar |       | 34.      | Postelnic Dimitrie Grigoriu | Deputat orășenesc |
| 32.      | Costache Morțun                | Mic proprietar  |       |          |                             |                   |

| Nr. crt. | Nume și prenume          | Reprezentare    | ..... | Nr. crt. | Nume și prenume                          | Reprezentare      |
| -------- | ------------------------ | --------------- | ----- | -------- | ---------------------------------------- | ----------------- |
| 35.      | Vornicul Grigore Balș    | Mare proprietar |       | 38.      | Costache sân Vasile Ostachi              | Deputat sătean    |
| 36.      | Postelnicul Mihăiță Jora | Mare proprietar |       | 39.      | Aga Dimitrie Gheorghiade (sau Georgiadi) | Deputat orășenesc |
| 37.      | Comisul Vasile Zaharia   | Mic proprietar  |       |          |                                          |                   |

| Nr. crt. | Nume și prenume              | Reprezentare    | ..... | Nr. crt. | Nume și prenume     | Reprezentare      |
| -------- | ---------------------------- | --------------- | ----- | -------- | ------------------- | ----------------- |
| 40.      | Logofăt Georgieș Sturza      | Mare proprietar |       | 43.      | Ioan Levărdă        | Deputat sătean    |
| 41.      | Logofăt Costăchel Sturza     | Mare proprietar |       | 44.      | Aga Grigorie Vârnav | Deputat orășenesc |
| 42.      | Vornicul Costachi Hurmuzachi | Mic proprietar  |       |          |                     |                   |

| Nr. crt. | Nume și prenume               | Reprezentare    | ..... | Nr. crt. | Nume și prenume          | Reprezentare      |
| -------- | ----------------------------- | --------------- | ----- | -------- | ------------------------ | ----------------- |
| 45.      | Postelnicul Vasile Alecsandri | Mare proprietar |       | 48.      | Ioan a Babei             | Deputat sătean    |
| 45.      | Aga Costachi Rossetti         | Mare proprietar |       | 49.      | Comisul Petrache Brăescu | Deputat orășenesc |
| 47.      | Spătarul Dimitrie Kracte      | Mic proprietar  |       |          |                          |                   |

| Nr. crt. | Nume și prenume           | Reprezentare    | ..... | Nr. crt. | Nume și prenume | Reprezentare      |
| -------- | ------------------------- | --------------- | ----- | -------- | --------------- | ----------------- |
| 50.      | Logofătul Alecu Balș      | Mare proprietar |       | 53.      | Ioan Roată      | Deputat sătean    |
| 51.      | Vornicul Iordachi Pruncu  | Mare proprietar |       | 54.      | George Ilie     | Deputat orășenesc |
| 52.      | Pitarul Chirilă Ciocârlie | Mic proprietar  |       |          |                 |                   |

| Nr. crt. | Nume și prenume             | Reprezentare    | ..... | Nr. crt. | Nume și prenume             | Reprezentare      |
| -------- | --------------------------- | --------------- | ----- | -------- | --------------------------- | ----------------- |
| 55.      | Vornicul Vasile Sturza      | Mare proprietar |       | 58.      | Vasile Balaiș               | Deputat sătean    |
| 55.      | Postelnicul Alecu Tiriachiu | Mare proprietar |       | 59.      | Spătar Constantin Iacovachi | Deputat orășenesc |
| 57.      | Serdarul Ioniță Hrisanti    | Mic proprietar  |       |          |                             |                   |

| Nr. crt. | Nume și prenume              | Reprezentare    | ..... | Nr. crt. | Nume și prenume          | Reprezentare      |
| -------- | ---------------------------- | --------------- | ----- | -------- | ------------------------ | ----------------- |
| 60.      | Vornicul Lascăr Catargiu     | Mare proprietar |       | 63.      | Răducanul Sava           | Deputat sătean    |
| 61.      | Postelnicul Iancu Fotea      | Mare proprietar |       | 64.      | Vornicul Costache Negrea | Deputat orășenesc |
| 62.      | Postelnicelul Georgie Vârlan | Mic proprietar  |       | 65.      | Maiorul Alecu Ioan Cuza  | Deputat orășenesc |

| Nr. crt. | Nume și prenume             | Reprezentare    | ..... | Nr. crt. | Nume și prenume               | Reprezentare      |
| -------- | --------------------------- | --------------- | ----- | -------- | ----------------------------- | ----------------- |
| 66.      | Vornicul Grigorie Șuțu      | Mare proprietar |       | 69.      | Vasile Stan                   | Deputat sătean    |
| 67.      | Vornicul Manolachi Costachi | Mare proprietar |       | 70.      | Doctorul aga Manolachi Costin | Deputat orășenesc |
| 68.      | Medelnicerul Vasile Nicolau | Mic proprietar  |       |          |                               |                   |

| Nr. crt. | Nume și prenume          | Reprezentare    | ..... | Nr. crt. | Nume și prenume      | Reprezentare      |
| -------- | ------------------------ | --------------- | ----- | -------- | -------------------- | ----------------- |
| 71.      | Spătarul Niculai Carp    | Mare proprietar |       | 74.      | Ioniță Olariul       | Deputat sătean    |
| 72.      | Spătarul Sandu Miclescu  | Mare proprietar |       | 75.      | Dimitrie Ghidionescu | Deputat orășenesc |
| 73.      | Nobilul Costachi Sturdza | Mic proprietar  |       |          |                      |                   |

| Nr. crt. | Nume și prenume              | Reprezentare    | ..... | Nr. crt. | Nume și prenume           | Reprezentare      |
| -------- | ---------------------------- | --------------- | ----- | -------- | ------------------------- | ----------------- |
| 76.      | Vornicul Petrache Mavrogheni | Mare proprietar |       | 79.      | Pandelache Croitoriu      | Deputat sătean    |
| 77.      | Vornicul Nicu Catargiu       | Mare proprietar |       | 80.      | Colonelul Niculai Eamandi | Deputat orășenesc |
| 78.      | Slugerul Niculae Bosie       | Mic proprietar  |       |          |                           |                   |

| Nr. crt. | Nume și prenume         | Reprezentare   | ..... | Nr. crt. | Nume și prenume | Reprezentare      |
| -------- | ----------------------- | -------------- | ----- | -------- | --------------- | ----------------- |
| 81.      | Dimitrie Vasiliev Romov | Deputat sătean |       | 82.      | Lazăr Galiardi  | Deputat orășenesc |

| Nr. crt. | Nume și prenume           | Reprezentare    | ..... | Nr. crt. | Nume și prenume     | Reprezentare      |
| -------- | ------------------------- | --------------- | ----- | -------- | ------------------- | ----------------- |
| 83.      | Vornicul Iancu Cantacuzin | Mare proprietar |       | 86.      | Ioan (Ioniță) Roșca | Deputat sătean    |
| 84.      | Aga Grigorie Costachi     | Mare proprietar |       | 87.      | Timofti Sacalov     | Deputat orășenesc |
| 85.      | Costache Știun            | Mic proprietar  |       |          |                     |                   |